# Era astrologica

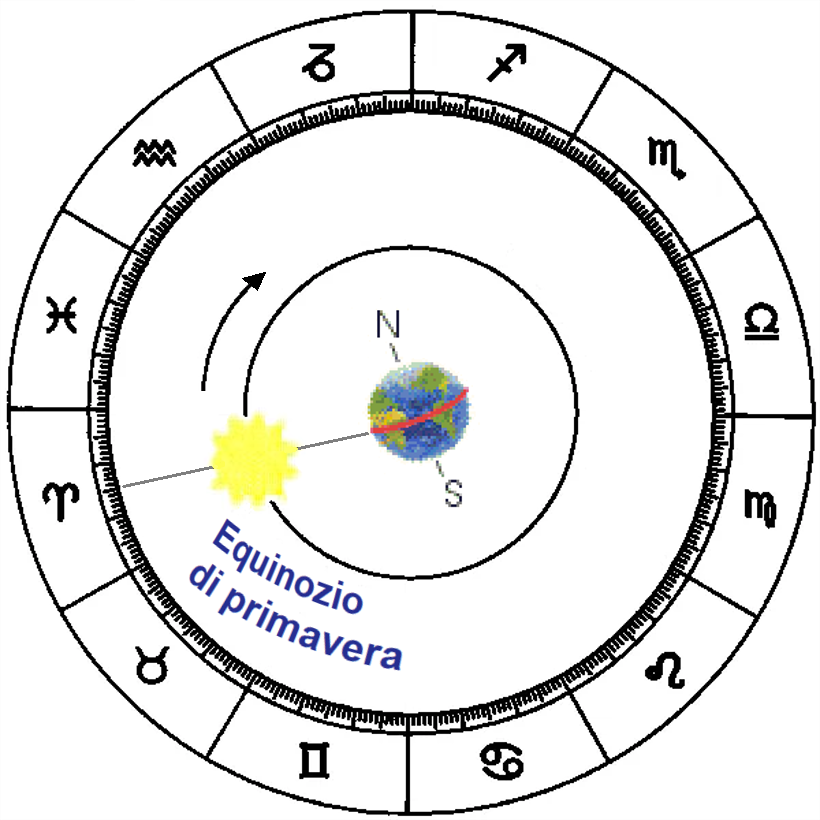
Collegando la Terra col Sole al momento dell'equinozio di primavera si ottiene una retta che, prolungata verso lo zodiaco, col passare del tempo ne attraversa circolarmente i vari segni per via del movimento precessionale terrestre, dando luogo alle cosiddette ere astrologiche.

L'era zodiacale, era astrologica, età astrologica o eone è una suddivisione delle età del mondo su base zodiacale, dovuta al fenomeno astronomico della precessione degli equinozi.
Secondo la scienza il passaggio da un'era astrologica alla successiva non ha e non ha avuto alcuna influenza sulla Terra e sullo sviluppo della storia umana. Tuttavia il concetto sembra aver suscitato l'interesse degli astrologi sin dall'antichità e potrebbe essere all'origine del mitraismo e aver influenzato anche altre religioni antiche, secondo cui ognuna di queste ere è portatrice di un diverso archetipo o qualità temporale, in grado di ripercuotersi sugli eventi del mondo in maniera ciclica.
Platone ad esempio, in Timeo 39d parla di un «Grande anno» comprendente le dodici ere astrologiche, dopo il quale tutta la volta celeste torna uguale a prima, ripetendosi continuamente: la durata di questo «anno platonico» è stata calcolata in oltre 25 millenni.
Nell'epoca moderna il concetto di era astrologica si è diffuso principalmente in seno al movimento New Age.

## La precessione degli equinozi e le ere zodiacali

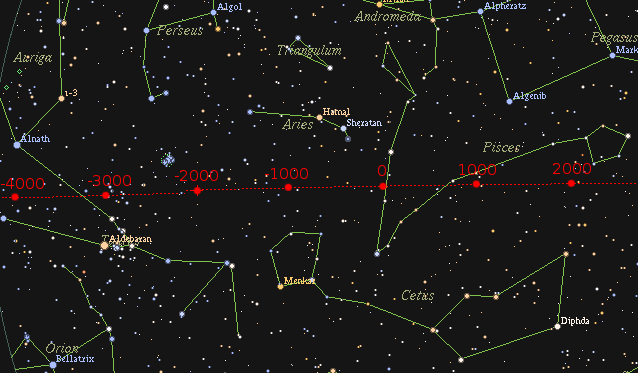
Percorso del punto dell'equinozio di primavera lungo l'eclittica durante gli ultimi 6000 anni. Oggi esso si trova nella costellazione dei Pesci; nel 700 a.C. era vicino ad Hamal, la principale stella della costellazione dell'Ariete. Nel 3000 a.C. era vicino ad Aldebaran, la più luminosa stella del Toro.

Il globo terrestre è soggetto a diversi movimenti, quali la rotazione, la rivoluzione, la nutazione e la precessione; quest'ultima consiste nella rotazione dell'asse terrestre attorno alla perpendicolare all'eclittica, come accade a una trottola, ritornando nella posizione originale ogni 25772 anni (detto Anno platonico).

Moto di precessione dell'asse terrestre in senso orario se visto dal polo Nord

A causa del moto di rivoluzione la linea che congiunge la terra col sole incide ogni giorno in un punto diverso dello zodiaco, compiendo un ciclo completo in un anno. La precessione determina un ritardo di circa 20 minuti per cui al termine di un anno solare l'asse terra-sole non ha ancora raggiunto la posizione zodiacale che aveva al momento del precedente equinozio di primavera; in altre parole non è ancora completato l'anno siderale.
Prendendo come istante di riferimento il giorno dell'equinozio di primavera, ogni anno può essere caratterizzato dalla costellazione zodiacale in cui il sole si trova in quel giorno. Nel corso di circa duemila anni la costellazione in cui il sole si trova nell'equinozio di primavera cambia con un moto retrogrado rispetto alla successione di costellazioni che si verifica nel ciclo annuale. Ogni periodo in cui il sole si trova in una certa costellazione nel giorno dell'equinozio di primavera viene detto "era astrologica" e prende il nome dalla costellazione in questione.

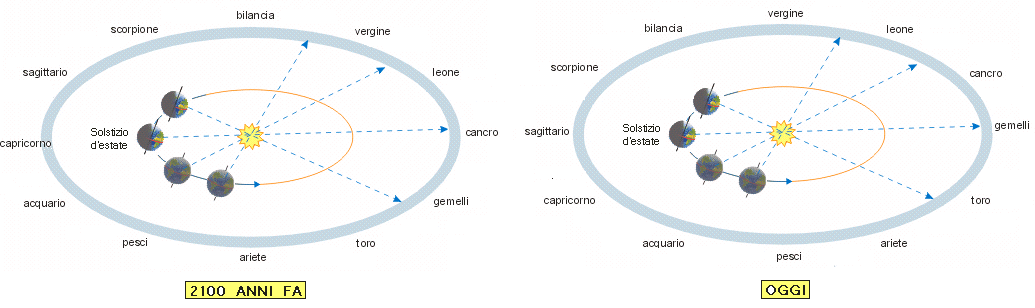
Differenza fra l'era dell'Ariete a quella dei Pesci, determinata dalla precessione terrestre maturata in 2100 anni: la conseguente rotazione dell'asse terrestre di 30° (verso destra) ha fatto sì che, nell'emisfero settentrionale, all'equinozio di primavera oggi il Sole si trovi nei Pesci mentre 2100 anni fa stava nell'Ariete, così come al solstizio d'estate oggi è nei Gemelli mentre 2100 anni fa nel Cancro

L'uso dell'equinozio di primavera come posizione astronomica discriminante per l'era astrologica è convenzionale e dovuta all'importanza simbolica dell'equinozio di primavera nel ciclo annuale della natura: infatti a partire dall'equinozio di primavera il sole, sempre più alto sull'orizzonte, riscalda più efficacemente l'ambiente naturale e determina la rinascita primaverile della natura dopo la morte invernale. L'equinozio di primavera costituiva una festività già nell'antichità. La precessione degli equinozi fu scoperta da Ipparco solo nel II secolo a.C., ma alcuni studiosi hanno supposto che potesse essere stata scoperta già in tempi remoti ed essere il significato nascosto in vari miti antichi.

## Sequenza delle Ere

Moto di precessione della Terra, il cui asse traccia un cerchio immaginario sulla volta celeste. Il piano equatoriale, che è perpendicolare all'asse terrestre, ne segue il movimento e le sue due intersezioni con l'eclittica la percorrono completamente nel corso di circa 26 millenni. Quando la Terra passa per uno di questi due punti, si verifica un equinozio. La retta che congiunge la Terra con il Sole al momento dell'equinozio di primavera si prolunga verso una costellazione dello zodiaco e individua il corrispondente segno astrologico.

Durante l'anno la sequenza zodiacale, cioè la successione delle costellazioni zodiacali in cui sembra trovarsi il Sole al suo sorgere, è Ariete, Toro, Gemelli e così via fino a Pesci. Dato però che il moto precessionale è retrogrado, le ere astrologiche seguono l'ordine inverso: dall'era del Toro (circa 4000-6000 anni fa) si è passati a quella dell'Ariete e quindi a quella dei Pesci che è quella attuale e va circa dall'anno 1 al 2600. La prossima era astrologica sarà l'era dell'Acquario.

## Durata e caratteristiche
La durata delle ere astrologiche dipende dal confine fra una costellazione e l'altra, molto difficile da stabilire perché corrisponde a regioni del cielo prive di stelle luminose. Quindi diverse civiltà o anche solo diversi astronomi possono definirlo in modo diverso. Inoltre la durata è molto variabile perché l'ampiezza delle costellazioni è diversa l'una dall'altra. Infine nel corso dei millenni la struttura stessa delle costellazioni cambia molto lentamente. Invece se si assegna convenzionalmente a ogni costellazione un dodicesimo di ciclo, l'equinozio "permane" in un segno zodiacale per (25772/12 =) 2148 anni circa. Anche in questo caso il periodo di circa 2148 anni è detto era astrologica e viene chiamato col nome del segno zodiacale al cui interno è situata la posizione del sole all'equinozio di primavera.

### Durata secondo l'Unione astronomica internazionale
Come già detto i confini delle costellazioni sono arbitrari e questo comporta che le diverse "ere astrologiche" in realtà abbiano una durata notevolmente diversa a seconda della convenzione adottata per definirne i confini. L'Unione Astronomica Internazionale (UAI) ha disegnato nel 1929 i confini delle diverse costellazioni che illuminano il cielo. Inoltre attualmente vengono contate nel numero di tredici, avendo incluso anche la costellazione dell'Ofiuco che si trova anch'esso sull'eclittica. Questi confini appaiono come delle rette orientate secondo i meridiani ed i paralleli celesti.
Le cosiddette ere astrologiche hanno quindi queste caratteristiche:
| Costellazione | Durata    |
| ------------- | --------- |
| Vergine       | 3160 anni |
| Leone         | 2570 anni |
| Cancro        | 1440 anni |
| Gemelli       | 2000 anni |
| Toro          | 2620 anni |
| Ariete        | 1770 anni |
| Pesci         | 2670 anni |
| Acquario      | 1710 anni |
| Capricorno    | 2010 anni |
| Sagittario    | 2380 anni |
| Ofiuco        | 1340 anni |
| Scorpione     | 480 anni  |
| Bilancia      | 1650 anni |

In base a quanto sopra, l'era dell'Aquario inizierà nel 2597. Qui di seguito le ampiezze espresse in gradi sessagesimali:
| Costellazione | Gradi |
| ------------- | ----- |
| Vergine       | 43.8  |
| Leone         | 35.6  |
| Cancro        | 20.2  |
| Gemelli       | 28.0  |
| Toro          | 36.6  |
| Ariete        | 24.7  |
| Pesci         | 37.1  |
| Acquario      | 24.0  |
| Capricorno    | 28.0  |
| Sagittario    | 33.4  |
| Ofiuco        | 18.6  |
| Scorpione     | 6.4   |
| Bilancia      | 23.6  |

### Secondo l'astrologia
Secondo l'astrologia, ogni era dura 2160 anni senza distinzione di durata tra le varie costellazioni e il completamento del giro dello Zodiaco attraverso i cicli cosmici si compie in 25920 anni, poiché tradizionalmente non si considera la costellazione di Ofiuco.

## Interpretazione astrologica della storia delle religioni

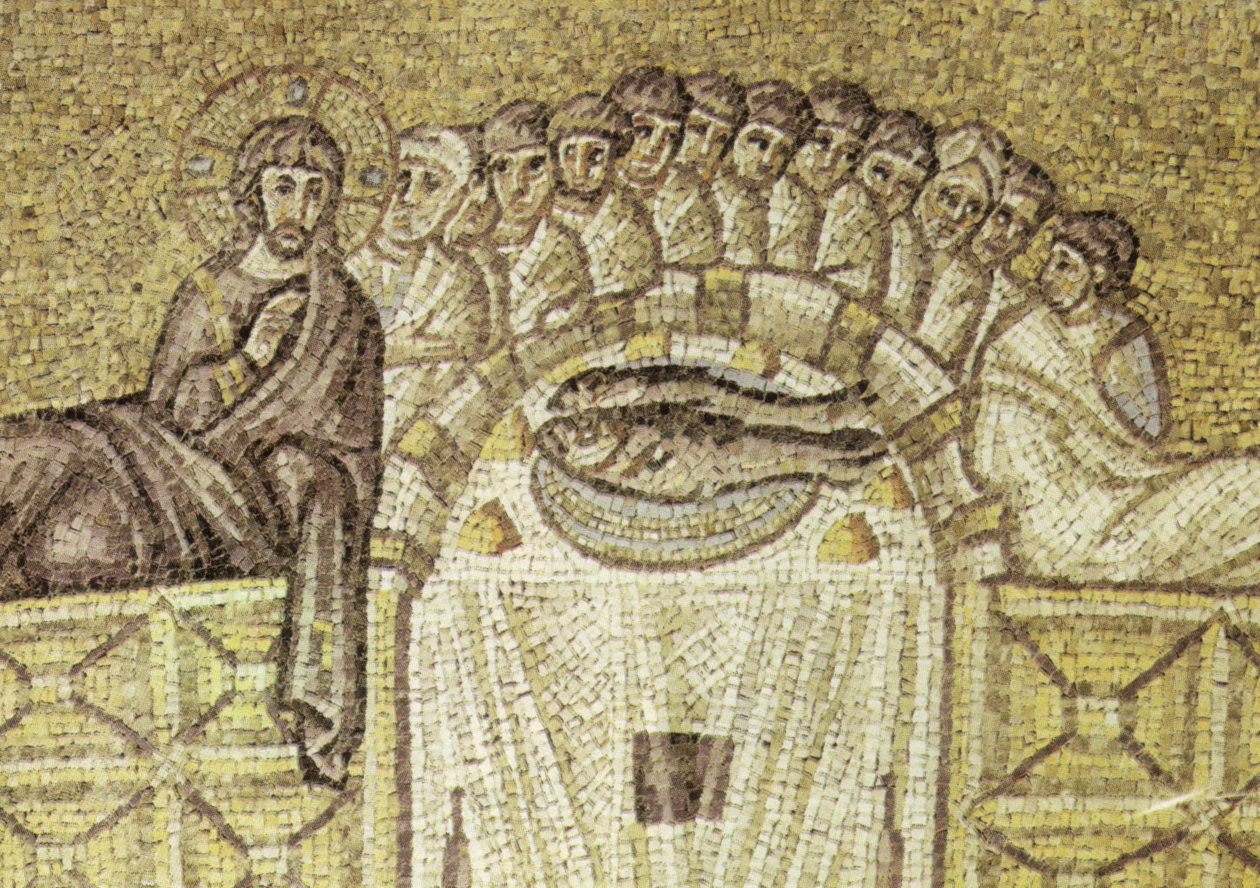
Mosaico in Sant'Apollinare Nuovo che raffigura l'ultima cena con i pani e i pesci con cui secondo i quattro vangeli Gesù nutre i suoi discepoli (Cfr. Mt 14, Mc 6; Lc 9; Gv 6). Nell'interpretazione astrologica i due pesci simboleggerebbero l'avvento dell'era cristiana

Eventi e opere passati che compongono la Storia possono essere letti anche secondo questa chiave di lettura. Per esempio, secondo Charles Dupuis, un erudito illuminista, nella Bibbia sarebbero delineate le transizioni fra quattro ere: quelle del Toro, dell'Ariete, dei Pesci e dell'Acquario. Nella vicenda di Mosè che, dopo aver liberato gli ebrei dalla cattività in Egitto (XVII-XIII secolo a.C.), scendendo dal Sinai si adira vedendoli adorare un vitello d'oro, si può leggere, con grande ritardo, la fine dell'era del Toro, collocata all'incirca tra il 4 300 a. C. e il 2 150 a.C. Altre divinità del Vicino Oriente situabili intorno a questo periodo sono raffigurate con sembianze taurine, a cominciare dall'egizio Api. Quindi Mosè sarebbe colui che guida il passaggio (Pesach, Pasqua) da questa vecchia era a quella nuova, l'era dell'Ariete. Il "sangue dell'agnello" contrassegna la Pasqua mosaica, mentre il sacrificio del capro espiatorio caratterizza la festività dello Yom Kippur, il "Giorno dell'espiazione". Tuttavia nell'Antico Testamento l'immolazione di bovini continuò a ricorrere frequentemente, anche in combinazione con la celebrazione della Pasqua o dello Yom Kippur ed era obbligatoria in entrambe le feste. Per l'inaugurazione del Tempio, Salomone sacrificò un numero "innumerevole" di giovenchi, mentre in occasione della Pasqua il re Ezechia ne uccise mille e il re Giosia ben tremila.
Il termine dell'era del Toro potrebbe essere individuato anche nel culto di Mitra, ritratto mentre uccide un toro; questo culto però è comparso solo al termine dell'era dell'Ariete.
Prolungando quest'interpretazione anche al Nuovo Testamento e al Cristianesimo, Gesù diviene colui che guida l'umanità attraverso l'era attuale, l'era dei Pesci. Tra i simboli di Gesù troviamo il pesce (ichthys), alcuni dei suoi primi seguaci sono pescatori, lui li definisce "pescatori d'uomini" e sfama migliaia di persone con due pesci, ed è per queste ragioni che il Papa indossa l'anulus piscatoris.
Infine Gesù, nel racconto del Vangelo secondo Luca, per preparare la Pasqua dice ai suoi discepoli: «Appena entrati in città, vi verrà incontro un uomo che porta una brocca d'acqua», cioè l'Aquario, secondo questa esegesi la nuova era che inizierà nel 2150 per alcuni o nel 2012 per altri.

### Secondo l'antroposofia
L'era astrologica secondo Steiner non inizia con l'ingresso dell'equinozio in una costellazione, ma a metà del suo percorso e ciò spiegherebbe il prolungarsi dell'era del Toro sino ai tempi di Mosè. L'attesa di una nuova era inizia comunque precocemente e questo spiegherebbe l'operato di molti profeti come Mosè e il messia Gesù ben prima del reale inizio dell'era spirituale profetizzata. Quindi l'attesa della "new age" in nome dell'Aquario è iniziata intorno agli anni venti-trenta del secolo scorso, anche se l'era astrologica avrà inizio solo nel quarto millennio.
Secondo Steiner ogni era è caratterizzata da un popolo guida: per esempio l'era dell'Ariete si è svolta sotto l'egida della cultura greco-romana, quella dei Pesci ha come popolazione dominante quella anglo-sassone, mentre l'era dell'Aquario sarà guidata dagli slavi.

### Ere ed Eoni nella letteratura apocalittica
Nella letteratura apocalittica giudaica e poi cristiana si trova la parola "eone" in riferimento alla "dottrina dei due eoni" come simbolo del contrasto fra il mondo presente e quello futuro. Per esempio la traslitterazione dell'originale greco dell'ultimo versetto del Vangelo secondo Matteo (28, 20) riporta la parola aiônos, interpretabile come "età presente" oppure "mondo":